# ProRace Berlin 2013
La ProRace Berlin 2013, terza edizione della corsa, valida come evento del circuito UCI Europe Tour 2013 categoria 1.1, si svolse il 9 giugno 2013 per un percorso di 184,6 km. Fu vinta dal tedesco Marcel Kittel, che giunse al traguardo con il tempo di 4h 00' 05" alla media di 46,13 km/h.
Al traguardo 130 ciclisti portarono a termine il percorso.

## Squadre e corridori partecipanti
| N.      | Cod. | Squadra                     |
| ------- | ---- | --------------------------- |
| 1-6     | LTB  | Lotto-Belisol Team          |
| 11-16   | ARG  | Team Argos-Shimano          |
| 21-26   | KAT  | Katusha Team                |
| 31-36   | GRS  | Garmin-Sharp                |
| 41-46   | TNE  | Team NetApp-Endura          |
| 51-56   | RVL  | RusVelo                     |
| 61-66   | TSV  | Topsport Vlaanderen-Baloise |
| 71-76   | CCC  | CCC Polsat Polkowice        |
| 81-86   | IAM  | IAM Cycling                 |
| 91-96   | MTN  | MTN-Qhubeka                 |
| 101-106 | ARH  | Atlas Personal-Jakroo       |
| 111-116 | ASP  | AC Sparta Praha             |

| N.      | Cod. | Squadra                  |
| ------- | ---- | ------------------------ |
| 121-126 | TIR  | Tirol Cycling Team       |
| 131-136 | STG  | Team Stölting            |
| 141-146 | LKT  | LKT Team Brandenburg     |
| 151-156 | TSP  | Nutrixxion-Abus          |
| 161-166 | TRS  | Team Quantec-Indeland    |
| 171-176 | THF  | Team Heizomat            |
| 181-186 | NSP  | NSP-Ghost                |
| 191-196 | TBJ  | Team Bergstrasse Jenatec |
| 201-206 | RNR  | Rad-Net Rose Team        |
| 211-216 | BKP  | BKCP-Powerplus           |
| 221-226 | GER  | Germania                 |

## Ordine d'arrivo (Top 10)
| Pos. | Corridore           | Squadra         | Tempo    |
| ---- | ------------------- | --------------- | -------- |
| 1    | Marcel Kittel       | Argos-Shimano   | 4h00'05" |
| 2    | Matteo Pelucchi     | IAM Cycling     | s.t.     |
| 3    | André Greipel       | Lotto-Belisol   | s.t.     |
| 4    | Michael Van Staeyen | Topsport Vl.    | s.t.     |
| 5    | Roger Kluge         | NetApp-Endura   | s.t.     |
| 6    | Raymond Kreder      | Garmin-Sharp    | s.t.     |
| 7    | Rüdiger Selig       | Katusha Team    | s.t.     |
| 8    | Andreas Stauff      | MTN-Qhubeka     | s.t.     |
| 9    | Grischa Janorschke  | Nutrixxion-Abus | s.t.     |
| 10   | Luke Roberts        | Team Stölting   | s.t.     |